# Wilhelm von Rotberg

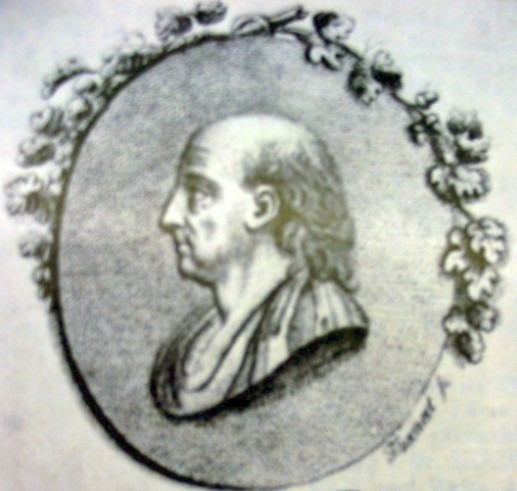
Wilhelm von Rotberg

Wilhelm Theodor von Rotberg (* 9. Februar 1718 in Karlsruhe; †  30. Oktober 1795 in Gotha) war Präsident der Kammer und Geheimrat im Herzogtum Sachsen-Gotha-Altenburg.

## Leben
Wilhelm Theodor von Rotberg war der Sohn des Oberhofmarschalls der Markgrafschaft Baden-Durlach, Leopold Melchior von Rotberg und dessen Ehefrau Salomea von Günzer.
Bereits unter Herzog Friedrich III. (Sachsen-Gotha-Altenburg) wirkte er am Hof in Gotha. Rotberg war als Hofmeister zuständig für die Erziehung des Erbprinzen Ernst, in dessen Regierung er später als Geheimrat tätig war. In den Jahren ab 1770 wurde er mit mehreren hohen Ämtern und Funktionen betraut, was ihm eine dominante politische Stellung im Herzogtum Sachsen-Gotha-Altenburg bescherte. Er war Präsident der Kammer zu Gotha und Geheimrat, was seinerzeit einen Sitz im Geheimen Rat zu Gotha bedeutete, der als Regierungskabinett mit fünf bis sechs ausschließlich adeligen Persönlichkeiten besetzt war. Von Rotberg wurde spät auch noch mit dem Amt des Oberhofmeisters am Gothaer Hof betraut.
Rotberg betätigte sich auch als Unternehmer und gründete 1757 die Gothaer Porzellanmanufaktur. Nachdem ihn Herzog Ernst II. zum Präsidenten der herzoglichen Kammer ernannt hatte, zog er sich 1782 aus der Leitung des Unternehmens zurück.
Der Almanach de Gotha hat sich aus dem 1763 durch Rotberg herausgegebenen almanac nécessaire entwickelt.